# Černýš luční

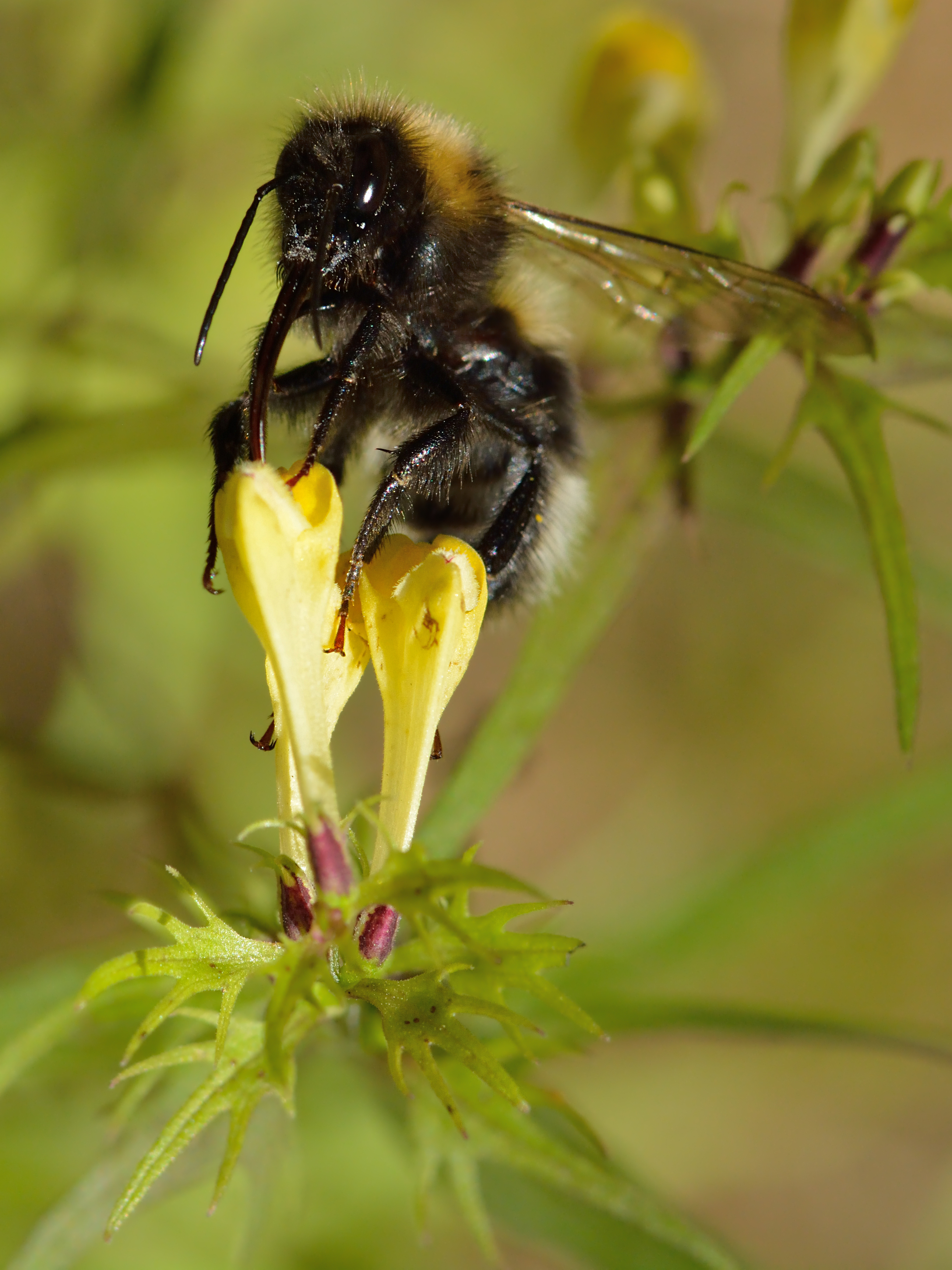

Černýš luční (Melampyrum pratense) je hemiparazitický druh, stejně jako ostatní rostliny z rodu černýš. Rostlina má v listech chlorofyl, a proto je schopna asimilace, parazitismus využívá jen jako "přilepšení".

## Rozšíření
Vyrůstá, vyjma nejjižnějších oblastí, téměř v celé Evropě a je rozšířen i na západní a střední Sibiři. Biotopy, ve kterých se vyskytuje, jsou rozličné, zamokřené i suché, v lesích jehličnatých i listnatých, na pasekách, vřesovištích, rašeliništích, okolo lesních cest, na loukách od nižších poloh až po horské. Přednost dává půdám kyselým, na zásaditých roste jen vzácně. V rozporu s českým druhovým jménem "luční" je k vidění častěji v lesích než na loukách, kde nemívá tak často v blízkosti rostlinu vhodnou k parazitování.
V České republice přirozeně vyrůstá v mezofytiku a oreofytiku (v teplejších oblastech spíše vzácněji) v planárním až subalpínském stupni. Parazituje rozličné rostlinné druhy bylin, keřů i stromů, celkový výčet není dosud znám. Do těch známějších patří rody borovice, brusnice, bříza, buk, dub, kokrhel, líska, vřesovec atd. Protože je velice variabilním druhem, jednotlivé rostliny se od sebe liší i v závislosti na stanovišti, vyčleňují se někdy z něj různé poddruhy.

## Popis
Bylina je to jednoletá s přímou lodyhou, lysou nebo velmi jemně chlupatou, dorůstající jen 20 až 40 cm. Z nepatrného kořene roste čtyřhranná lodyha rozličně větvená, od jednoduché až po hustě vstřícně rozvětvenou. Je spoře porostlá vstřícnými, celokrajnými, 3 až 6 cm dlouhými, tmavě zelenými listy s krátkými řapíky nebo přisedlé, tvaru obvykle kopinatého a se zřetelnou střední žilkou. Na koncích lodyh a větví přecházejí listy v menší, dole zúžené, zelené listeny, které jsou celokrajné nebo mají po jednom až třech párech šídlovitých zubů.
Z úžlabí listenů vyrůstají krátce stopkaté nepravidelné květy, v jednostranných 8 až 40květých úzkých hroznech, jejich barva je proměnlivá od bělavých až po žloutkově žluté. Květy rozkvétají odspodu. Nedlouhý zvonkovitý kalich má čtyři rozeklané lístky. Trubkovitá pyskatá koruna má trubku dvojnásobně delší než je kalich, buď celou žlutou nebo bílou se žlutým dolním pyskem. Oba pysky jsou krátké a k sobě přiložené, delší spodní má v ústí dva výstupky, horní nahoru ohnuté okraje. Dvojmocné tyčinky mají nitky přirostlé ke koruně, jejich prašníky jsou složené ze dvou od sebe oddělených pylových pouzder vespod protažených do hrotu. Ze svrchního semeníku tvořeného dvěma plodolisty, pod kterým je žláza vylučující nektar, vyrůstá tenká značně dlouhá čnělka. Rostlinu opyluje hmyz s dlouhým a silným sosákem, např. čmeláci a včely nebo dochází k autogamií. Doba kvetení je červen až září.
Plodem je eliptická, smáčknutá, dvoupouzdrá zobanovitá tobolka mající v pouzdře po 1 až 2 hladkých šedě hnědých, úzce vejčitých semenech. Tobolky pukají ještě v zeleném stavu a sesycháním chlopní jsou z ní semena vypuzována.

## Rozmnožování
Druh se rozmnožuje výhradně semeny která brzy ztrácejí klíčivost. Poměrně těžká semena vypadávají z tobolek jen do blízkosti rostliny a rozšiřování do větších vzdáleností zajišťují mravenci, jejíchž kuklám jsou semena černýše lučního podobná.
Semena začínají klíčit již na podzim a přezimují pod sněhem. Po vyklíčení vyroste malá rostlinka s dvěma zaokrouhlenými klíčními lístky dlouhými asi 10 mm a zapustí v prvém týdnu do země kořínek dlouhý okolo 4 cm, z něj postupně vyrůstají postranní kořínky. Teprve až tyhle vedlejší kořínky dosáhnou délky přibližně 2 cm vytvoří v místech kde se setkaly s kořeny jiných vhodných rostlin 2 až 3 mm široké ploché bradavičky (haustoria) které se pevně vnoří do cévních svazků parazitované rostliny a vysávají z ní výživné látky. Nenajde-li vyklíčené semeno vhodnou hostitelskou rostlinu mladý semenáček obvykle přežije, ale pro svou neduživost není schopen kvést a množit se.

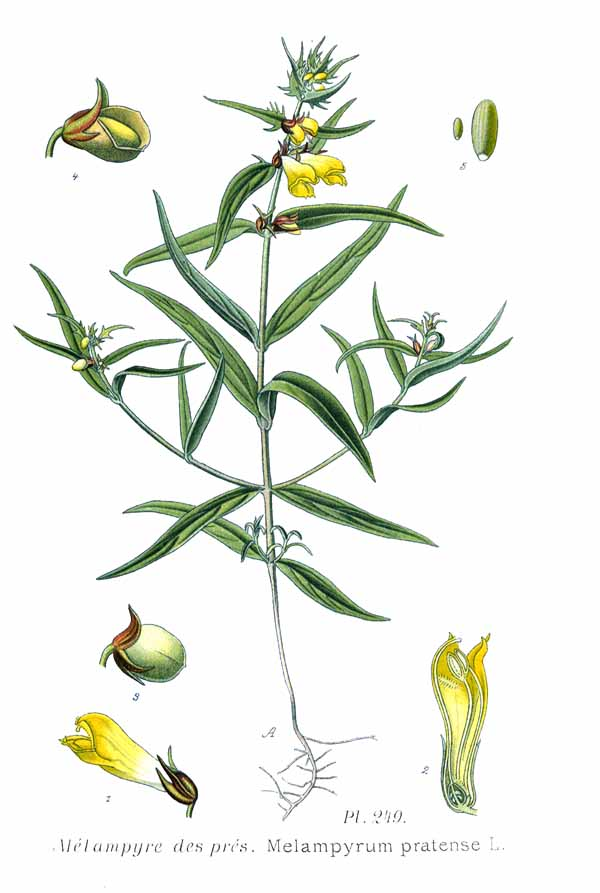
Nákres rostliny
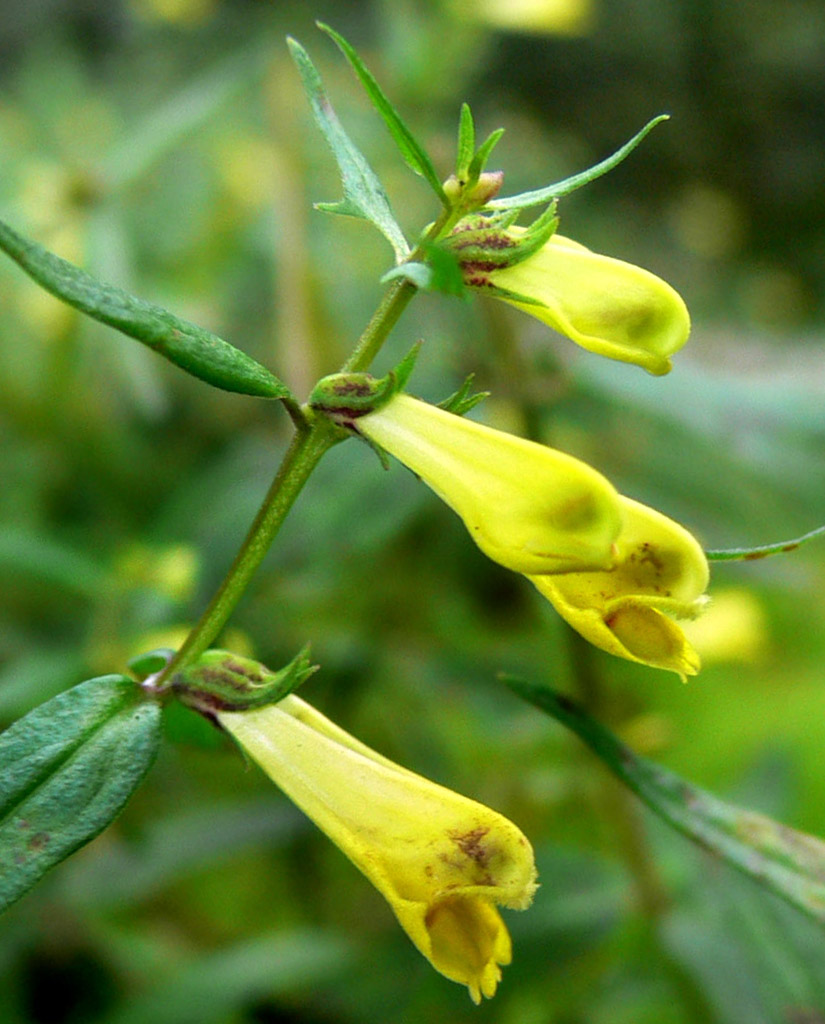
Detail květů
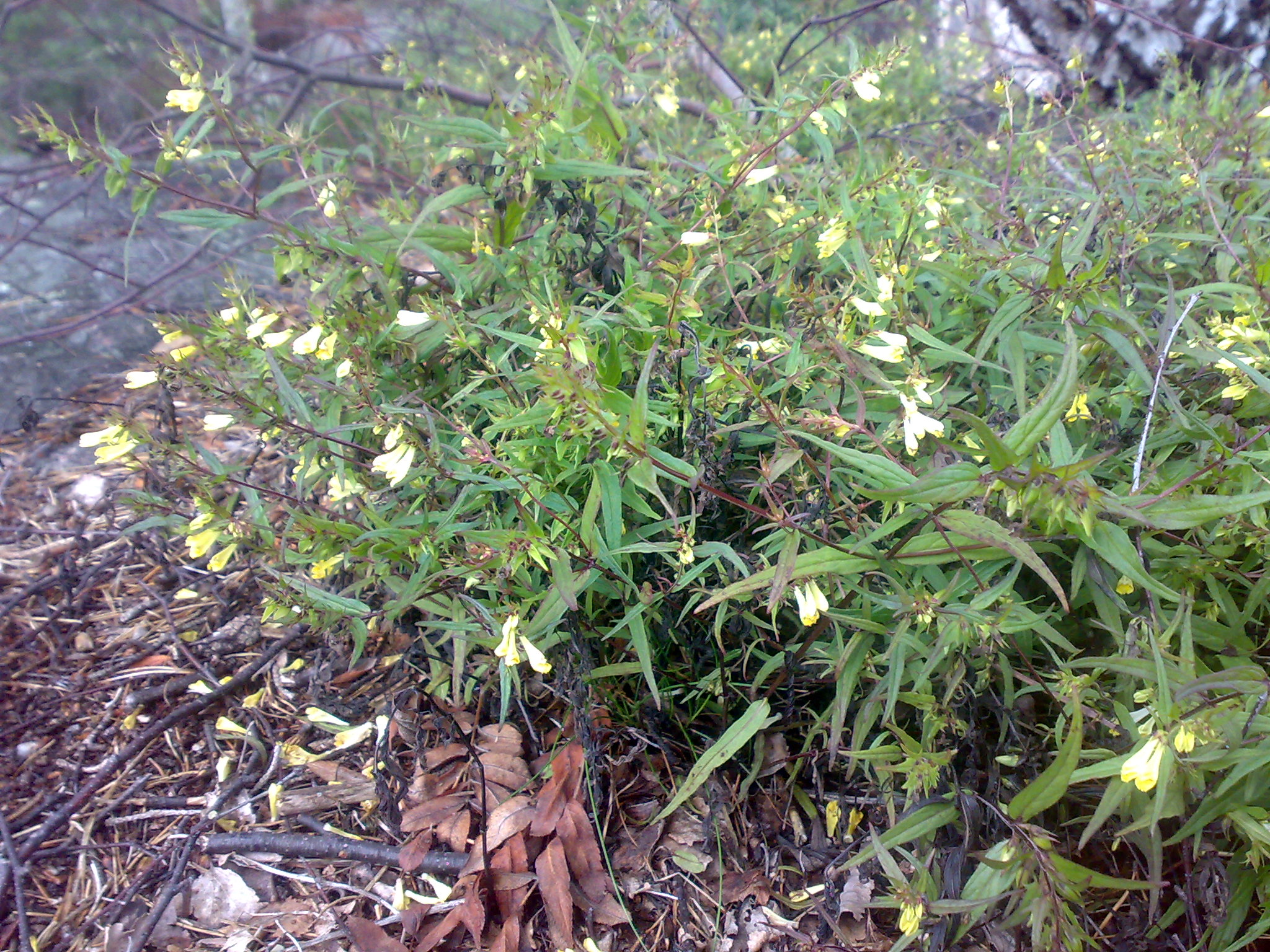
Kolonie rostlin